# 周皓瑜
周皓瑜（1959年6月—），中華民國陸軍中將（退役），現任欣桃天然氣公司董事長，任內力推「非核家園」政策，曾任退輔會政務副主委、後備指揮部指揮官、陸軍十軍團指揮官、參謀本部作計室次長、陸軍澎防部指揮官，陸軍官校51期（71年班）畢業，曾於桃園縣弘武營區任後備第902旅上校旅長期間，提供受災孩童及當地學生飲料、零食，以及烈嶼地區指揮部指揮官、機步200旅少將旅長，2007年初由上校晉升為將領，獲少將軍階，2012年中晉任中將，其後調任為澎湖防衛指揮部指揮官、國防部參謀本部作戰計畫（聯三）參謀次長等職。2016年起出任十軍團指揮官、接替改調為陸軍司令部副司令的前任十軍團指揮官陳寶餘。
2019年6月30日屆齡退伍，後備指揮部指揮官將由陸軍金門防衛部指揮官姜振中接任。

## 荣誉

### 中华民国勋章奖章
- 四等宝鼎勋章（2017年10月3日于台中颁授[14]）